# Nick Cordero
Nick Cordero (Hamilton, 17 de setembro de 1978 – Los Angeles, 5 de julho de 2020) foi um ator de cinema e televisão canadense especialmente reconhecido por seus papéis no teatro da Broadway. Foi indicado ao Tony Award na categoria de Melhor Ator Destacado em um Musical por seu papel como Cheech no musical Bullets Over Broadway de 2014 e foi duas vezes indicado ao Drama Desk Awards.

## Primeiros anos
Nascido e criado em Hamilton, Ontário, Cordero se formou na Westdale Secondary School [en] e entrou na Universidade Ryerson em Toronto, abandonando dois anos depois para iniciar uma carreira nas artes cênicas.

## Carreira
Estreou no papel principal na produção Off-Broadway de The Toxic Avenger e mais tarde interpretou o papel de Dennis no musical Rock of Ages de 2012 na Broadway e em sua turnê correspondente. Dois anos depois, retornou à Broadway no musical Bullets Over Broadway, no papel de Cheech, pelo qual foi indicado ao Tony Award na categoria de Melhor Ator Coadjuvante em Musical, além de outros prêmios.
Em março de 2016, juntou-se à produção da Broadway de Waitress, interpretando o papel de Earl. Então se juntou à estreia do musical A Bronx Tale, tocando Sonny no Teatro Longacre a partir de 3 de novembro de 2016. Para esse papel, Cordero foi nomeado para o Prêmio Drama Desk na categoria de Melhor Ator Destacado em um Musical em 2017.
Nesse mesmo ano, desempenhou o papel de Victor Lugo em “Out of the Blue” e “Heavy is the Head”, episódios da oitava temporada da série CBS Blue Bloods . Reinterpretou o papel em 2018 em “Your Six”, o vigésimo episódio da oitava temporada do programa.

## Vida pessoal
Em 3 de setembro de 2017, Cordero se casou com Amanda Kloots em uma cerimônia formal. Seu filho único, Elvis, nasceu em junho de 2019.

### Doença e morte
Em março de 2020, foi diagnosticado com a COVID-19 e foi internado no hospital em 30 de março. Sua esposa relatou que ele se encontrava em estado crítico, com respirador e sendo tratado com diálise e oxigenação por membrana extracorporal (ECMO). Em 18 de abril, sua perna direita foi amputada como resultado de complicações da doença, e em 1 de maio, relatou estar sofrendo um dano pulmonar significativo e não recuperou a consciência após ser removida da sedação. Em meados de maio, o ator acordou do coma.
Em 5 de julho, após passar 95 dias internado, Cordero morreu no Centro Médico Cedars-Sinai, em Los Angeles. Tinha 41 anos.

## Filmografia

### Televisão
| Ano        | Título                          | Papel                         | Notas       | Ref    |
| ---------- | ------------------------------- | ----------------------------- | ----------- | ------ |
| 2005       | Queer as Folk                   | Tuna Wrap                     | 1 episódio  | [ 10 ] |
| 2014       | Lilyhammer                      | Pasquale 'Patsy' Lento        | 1 episódio  | [ 10 ] |
| 2014       | The Broadway.com Show           | Ele mesmo                     | 5 episódios | [ 11 ] |
| 2015       | The Talk                        | Ele mesmo                     | 1 episódio  | [ 12 ] |
| 2015       | 68th Tony Awards                | Ele mesmo                     |             | [ 13 ] |
| 2017       | Side by Side by Susan Blackwell | Ele mesmo                     | 1 episódio  | [ 14 ] |
| 2017-2018  | Blue Bloods                     | Victor Lugo                   | 3 episódios | [ 12 ] |
| 2015, 2019 | Law & Order: SVU                | Anthony Marino / Robby Marino | 2 episódios | [ 12 ] |

### Cinema
| Ano  | Título            | Papel           | Notas          | Ref    |
| ---- | ----------------- | --------------- | -------------- | ------ |
| 2007 | Apartments at 254 | John            | Curta-metragem | [ 15 ] |
| 2011 | Don Juan          | Don Juan        |                | [ 15 ] |
| 2016 | A Stand Up Guy    | Sal             |                | [ 12 ] |
| 2017 | Going in Style    | Carnicero       |                | [ 15 ] |
| 2019 | Inside Game       | Pete Ruggieri   |                | [ 15 ] |
| 2019 | Mob Town          | Vincent Gigante |                | [ 12 ] |